# ألوان القومية الإفريقية

دول تستخدم الألوان الأفريقية

ألوان القومية الأفريقية كانت مكونة من الذهبي والأخضر والأحمر. وأول من أستخدم هذة الألوان كانت إثيوبيا، لكن تم احتضان اللون الأسود، بدلاً من اللون الذهبي في حركة القومية في غانا، فيمثل اللون الأسود الجنس الأسود، أو البشرة الزنجية. تمثل لوان القومية الأفريقية الحركة الرستافارية. فنجد بعض الدول غير الأفريقية مثل جامايكا تستخدم ألوان القومية الأفريقية على أساس أن غالبية سكانها من أصول أفريقية.

## أعلام بعض الدول الأفريقية
يلاحظ تكرار 3 ألوان هي الذهبي والأخضر والأحمر :

علم غانا
علم بوركينا فاسو
علم الكاميرون
علم جمهورية أفريقيا الوسطى
علم الكونغو
علم بنين
علم غينيا
علم غينيا بيساو
علم كينيا
علم مالاوي
علم مالي
علم موزمبيق
علم ساو تومي وبرينسيب
علم السنغال
علم جنوب أفريقيا
علم جنوب السودان
علم تنزانيا
علم توغو
علم زامبيا
علم زيمبابوي